# جوك ستين
جون ستين (بالإنجليزية: Jock Stein)‏، من مواليد 5 أكتوبر 1922 في بورن باك في إسكتلندا وتوفي في 10 سبتمبر 1985 في كارديف في ويلز في ملعب كرة القدم، لاعب كرة قدم إسكتلندي سابق ومدرب كرة قدم إسكتلندي سابق.
بدأ مسيرته الكروية مع نادي ألبيون روفرز في عام 1942، ولعب معهم حتى عام 1950، وشارك معهم في 200 مباراة، وفي موسم 1950/1951 انتقل إلى نادي ليانيلي تاون، وفي عام 1951 انتقل إلى نادي سيلتك، ولعب معهم حتى عام 1956، ولعب معهم 148 مباراة وسجل هدفين.
و قد بدأ مسيرته التدريبية في عام 1960 مع نادي دنفرملاين أثلتك، ودربهم حتى عام 1964، وموسم 1964/1965 انتقل إلى تدريب نادي هيبيرنيان، وفي عام 1965 انتقل إلى تدريب نادي سيلتك، ودربهم حتى عام 1978، وفي عام 1965 درب منتخب إسكتلندا لكرة القدم مؤقتا، وفي عام 1978 درب نادي ليدز يونايتد الإنجليزي، وفي عام 1978 درب منتخب إسكتلندا لكرة القدم حتى عام 1985.

## روابط خارجية
- جوك ستين على موقع قاعدة بيانات كرة القدم.إي يو (الإنجليزية)
- جوك ستين على موقع عالم كرة القدم.نت (الإنجليزية)
- جوك ستين قاعة قاعة إسكتلندا للمشاهير الرياضية (الإنجليزية)